# Alessandro Bonetti (calciatore)
Alessandro Bonetti, nato Dobrillovich, (Pola, 31 ottobre 1908 – Quarto dei Mille, 10 giugno 1977) è stato un calciatore italiano, di ruolo portiere.

## Carriera
Nel 1929, su imposizione del regime fascista, dovette cambiare il proprio cognome di origini slave Dobrillovich in Bonetti.
Giocò in Serie A con Triestina e Milan; dei lombardi vestì per la prima volta la maglia il 29 giugno 1933 nell'amichevole Barcellona-Milan 3-1, debuttando in campionato il 17 settembre dello stesso anno nella vittoria casalinga contro la Lazio per 4-2 ; a fine stagione la squadra si piazzò al nono posto in classifica, con la decima difesa più battuta del torneo, per diventare l'anno dopo, nella sua ultima stagione a Milano, decima con la sesta difesa più battuta del torneo.